# Roter Thun
Der Rote Thun (Thunnus thynnus), auch Großer Thun, Nordatlantischer Thun oder Blauflossen-Thunfisch genannt, ist eine Thunfischart und ein bedeutender Speisefisch. Mit einer Maximallänge von 4,5 Metern und einem Maximalgewicht von über 650 Kilogramm ist er einer der größten Knochenfische.

## Verbreitung
Der Rote Thun lebt im Atlantik, zumeist nördlich des Äquators, im Mittelmeer, in der Karibik und im Golf von Mexiko. Auch an der Küste Südafrikas gibt es eine Population.

## Merkmale
Rote Thunfische werden für gewöhnlich drei Meter lang und erreichen mit einem Alter von 15 Jahren ein Gewicht von 300 Kilogramm. Der größte gefangene Fisch war 4,58 Meter groß und der schwerste Fisch hatte ein Gewicht von 684 Kilogramm. Der Rote Thunfisch hat einen von der Seite gesehen spindelförmigen Körper, der seine größte Höhe in der Mitte der ersten Rückenflosse erreicht. Beide Rückenflossen stehen dicht beieinander, die zweite ist höher als die erste. Hinter der zweiten Rückenflosse und der Afterflosse befinden sich acht bis neun kleine Flössel. Die angelegten Brustflossen reichen bis hinter die Mitte der ersten Rückenflosse. Die Bauchflossen sind sehr klein und immer kürzer als 80 % der Kopflänge. Der Schwanzflossenstiel wird durch zwei seitliche Keile verstärkt.
Flossenformel: Dorsale XII–XIV/13–15, Anale 13–16.
Der Rote Thun ist oben dunkelblau, an den Seiten und am Bauch silbrigweiß und ohne Streifen- oder Fleckenmuster. Die erste Rückenflosse ist bläulich oder gelb, die zweite rotbraun. Die Afterflosse und die Flössel sind graugelb und schwarz umrandet, der Keil in der Mitte der Schwanzflosse ist bei ausgewachsenen Tieren schwarz.

## Lebensweise
Rote Thunfische leben pelagisch im offenen Ozean von der Wasseroberfläche bis in Tiefen von 100 Metern. Jungfische bevorzugen eher wärmere Gewässer, während ausgewachsene Thune auch in kalte Gewässer vordringen können. Der Rote Thun ist ein Warmblüter mit einer relativ konstanten Körpertemperatur von normalerweise 27 °C und kann seine Körpertemperatur gegenüber der umgebenden Wassertemperatur für einige Stunden um einige Grade erhöhen bzw. anpassen. Deshalb ist seine Temperaturtoleranz relativ groß. Seine Nahrung besteht aus Schwarmfischen der Hochsee, darunter Makrelen, Seehechte, Hornhechte, Fliegende Fische, Sardellen und Heringe, sowie aus Kalmaren. Kleinere Beute wird mit der Kiemenreuse aus dem Wasser gefiltert, größere Tiere bei plötzlichen Angriffen erbeutet, bei denen die Thune eine Geschwindigkeit bis 80 km/h erreichen können.
Rote Thune unternehmen lange Wanderungen, bei denen sie zeitweise den Küsten nahekommen, und bewegen sich in Schulen gleich großer Fische, oft gemischt mit dem Weißen Thun, dem Gelbflossen-Thun, dem Großaugen-Thun und der Thonine. Dabei überqueren Rote Thune auch den Atlantik, so dass es einen Austausch zwischen der west- und der ostatlantischen Population gibt.

## Fortpflanzung

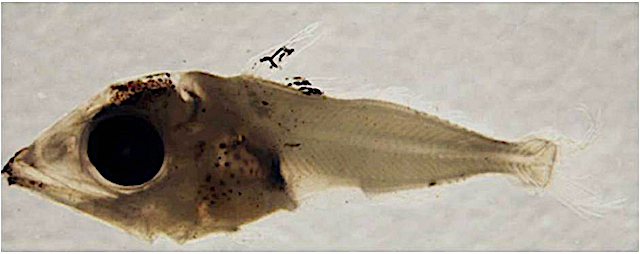
Larve des Roten Thuns

Der ostatlantische Bestand der Roten Thune laicht von Juni bis August vor der Straße von Gibraltar und im westlichen Mittelmeer. Ein Weibchen kann bis zu zehn Millionen Eier abgeben, die einen Durchmesser von nur einem Millimeter haben. Eier und Larven sind pelagisch und treiben nah der Wasseroberfläche. Die Larven schlüpfen nach zwei bis drei Tagen und wachsen schnell. Nach drei Jahren sind die Jungfische etwa einen Meter lang und haben ein Gewicht von ca. 16 Kilogramm. Mit einer Länge von 1,2 bis 1,4 Metern, einem Gewicht von 30 bis 40 Kilogramm und einem Alter von vier bis fünf Jahren werden sie geschlechtsreif. Maximal werden Rote Thune 15 Jahre alt.
Die Elterntiere der ostatlantischen Population ziehen nach dem Ablaichen auf Nahrungssuche nach Norden an die Küsten von Schottland und Norwegen, in die Nordsee, das Kattegat und selten auch bis in die westliche Ostsee.

## Wirtschaftliche Bedeutung

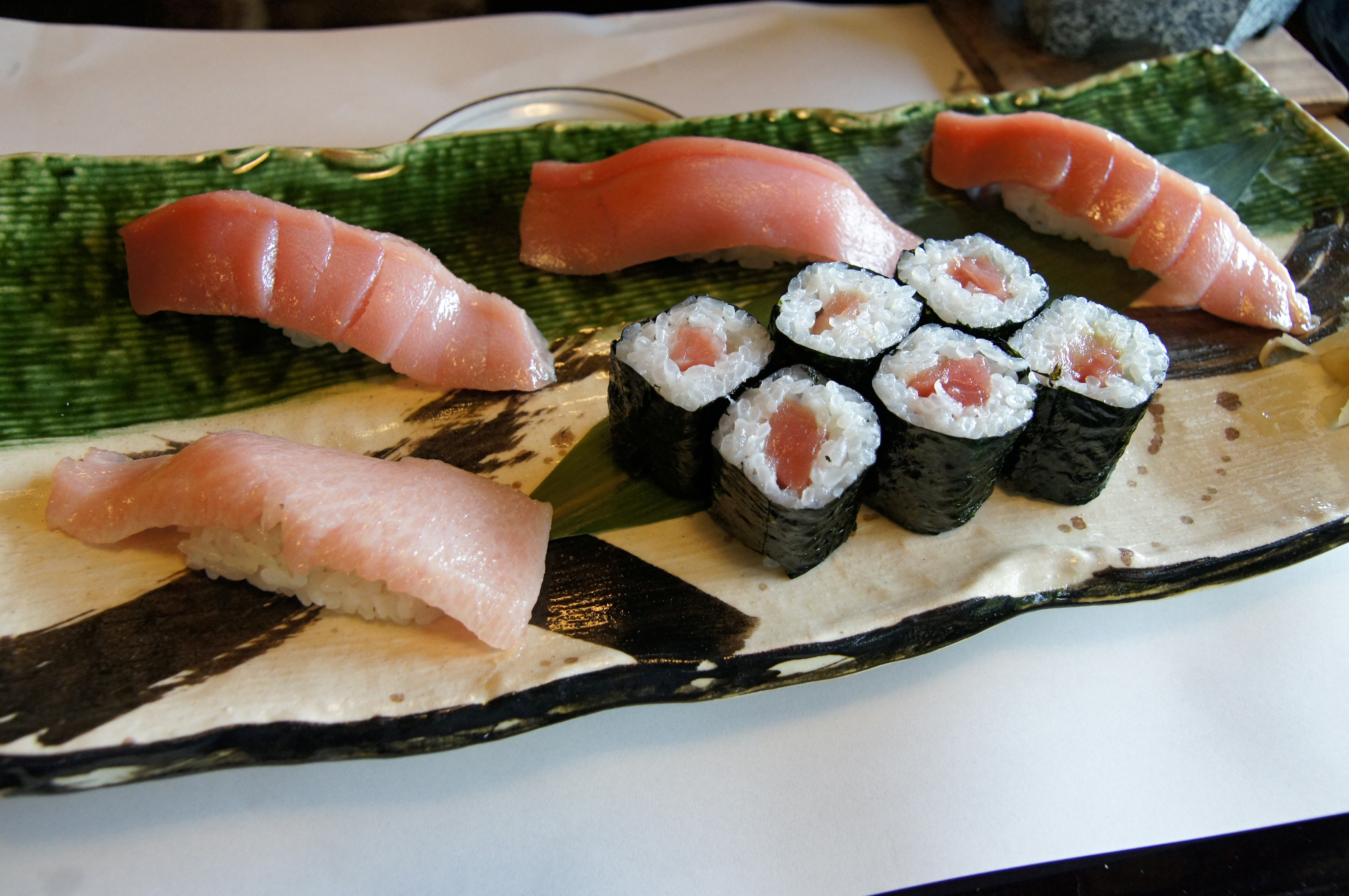
85 Prozent des im Mittelmeer gefangenen Thunfischs wird nach Japan exportiert und zu Sushi verarbeitet.

Der Rote Thun ist ein bedeutender Speisefisch. Er hat tiefdunkelrotes Fleisch, das beim Erhitzen dunkel bleibt. Zuerst wurden in Japan Thunfische auch lebend gefangen und in Käfigen vor der Küste gemästet, so dass sie fetter (und wertvoller) werden. Diese Methode ist mittlerweile weit verbreitet und unter dem Namen „Thunfischfarm“ bekannt. Wobei hier anzumerken ist, dass der Thunfisch (auch Weibchen und Jungtiere) sich in diesen Käfigen nicht vermehrt, sondern nur wächst. Thunfische pflanzen sich nur schwer in Gefangenschaft fort. Dem deutsch-australischen Unternehmer Hagen Stehr gelang es, Thunfische in Gefangenschaft zum Laichen zu bringen.
85 Prozent des im Mittelmeer gefangenen Thunfischs wird nach Japan exportiert und dort häufig zu Sushi verarbeitet.

## Überfischung

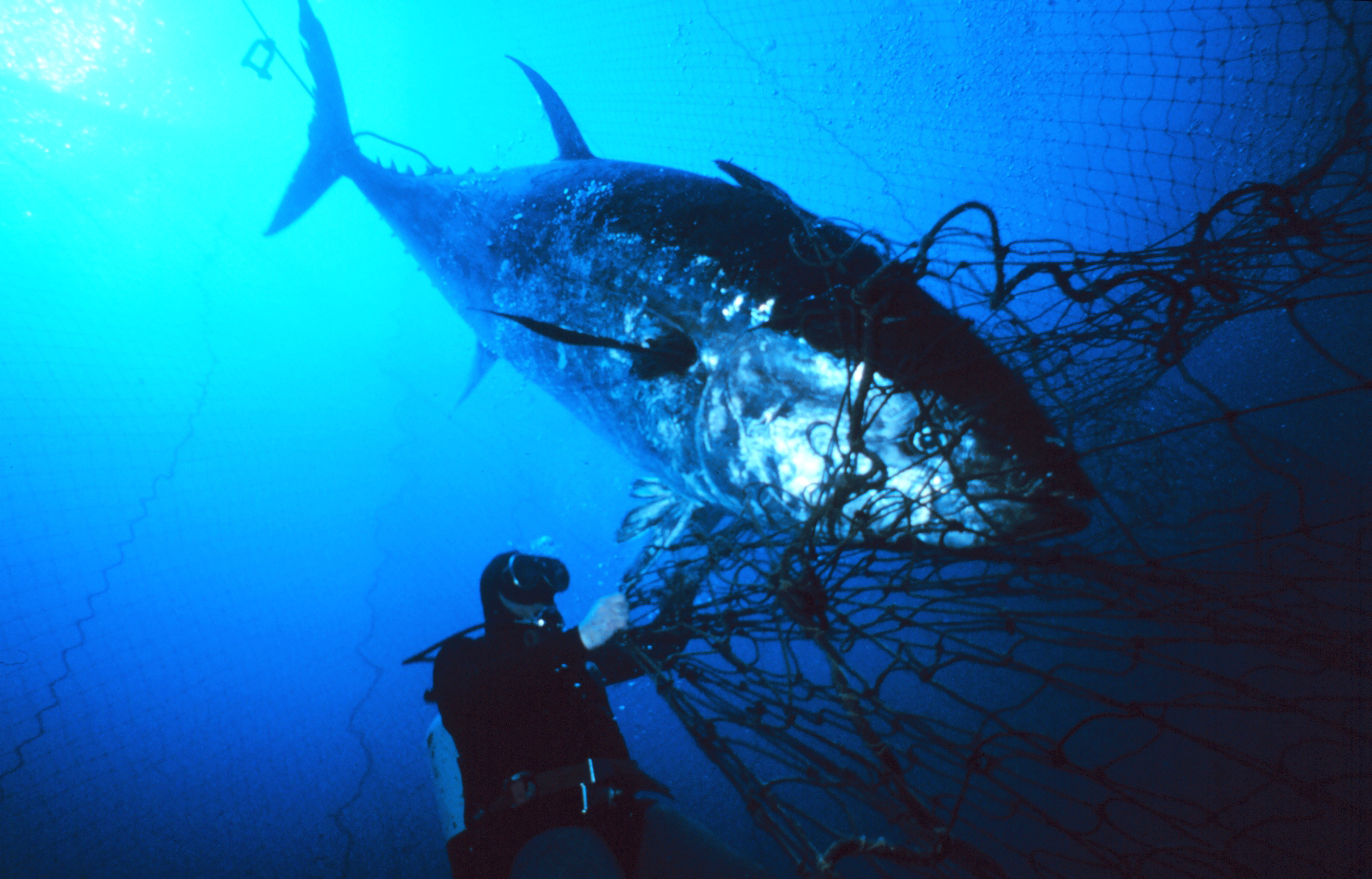
Ein in einem Fischernetz verfangener Roter Thun

Der Rote Thun war massiv überfischt und stand jahrelang auf der Roten Liste der vom Aussterben bedrohten Arten der IUCN (Weltnaturschutzorganisation). Zwischenzeitlich zeigten wissenschaftliche Studien, dass es im Mittelmeer und im Ostatlantik nur noch etwa sechs Prozent der ursprünglich vorhandenen Bestände gab. Am 11. Juni 2007 erließ die EU die Verordnung (EG) Nr. 41/2007 für die Erhaltung der Thunfischbestände des Atlantiks. Damit sollte die Ausrottung dieser Thunfischart verhindert und die Regeneration der verbliebenen Bestände ermöglicht werden. Mit der Verordnung wurden unter anderem Schonzeiten im Ostatlantik und im Mittelmeer verhängt.
Umweltschutzorganisationen wie der WWF hielten diese Maßnahmen für unzureichend. Der Direktor der Fischereiabteilung der Wetter- und Ozeanografiebehörde der Vereinigten Staaten, NOAA (National Oceanic and Atmospheric Administration) kündigte im Oktober 2007 an, dass die USA ein fünfjähriges totales Fangverbot für den Roten Thun im Mittelmeer fordern werden.
Mitte Juni 2008 beschloss EU-Fischereikommissar Joe Borg, die Fischerei auf den Roten Thun im Mittelmeer und im östlichen Atlantik ab dem 16. Juni für alle Ringwadennetze einsetzenden Thunfischfänger, die die zyprische, französische, griechische, italienische oder maltesische Flagge führen, bis zum Ende des Jahres einzustellen. Für spanische Thunfischwadenfänger galt das Verbot ab dem 23. Juni. Als Grund wurden schwerwiegende Verstöße gegen internationale Fischereirichtlinien und die Nichteinhaltung vorgegebener Fangquoten angeführt.
Umweltorganisationen bezweifelten die Wirksamkeit dieser Maßnahme. Bereits kurz nach dem Fangverbot wurden italienische Ringwadenfänger auf Fangfahrt entdeckt sowie mit den Fischern kooperierende Suchflugzeuge zum Aufspüren der Thunfischschwärme, deren Einsatz illegal ist.
Auf dem Weltnaturschutzkongress in Barcelona im Oktober 2008 erklärten sich die beiden Nationen Spanien und Japan zur Unterstützung eines vorübergehenden Fangstopps für den bedrohten Roten Thun bereit. In der Laichsaison von Mai bis Juni sollte demnach der Fang ganz eingestellt und im Rest des Jahres stark eingeschränkt werden. Spanien ist die wichtigste Fangnation, Japan ist der Hauptabsatzmarkt für Thunfisch.
Im April 2009 veröffentlichte die Umweltstiftung WWF eine Analyse der Populationsbestände und der vorhandenen Zahl an fortpflanzungsfähigen Tieren, die zu dem Ergebnis kam, dass bei gleichbleibendem Befischungsgrad der Rote Thun im Mittelmeer im Jahr 2012 ausgerottet sein werde. Im November 2009 scheiterte die Internationale Schutzkommission für den Thunfisch im Atlantik (ICCAT) bei einer Konferenz in Recife dabei, sich auf ein absolutes Fangverbot zu einigen.
Im März 2010 stimmten die Delegierten der CITES-Konferenz in Doha gegen einen internationalen Handelsstopp. Monaco hatte einen entsprechenden Antrag eingebracht, den jedoch nur 20 Länder annahmen, während ihn 68 Länder – bei 30 Enthaltungen – ablehnten. Die Entscheidung wurde vor allem in Japan begrüßt, wohin 80 Prozent des atlantischen Roten Thuns importiert und zu Sushi verarbeitet werden.
2010 befreite die Meeresschutzorganisation Sea Shepherd, im Zuge von Operation Blue Rage, 800 Blauflossen-Thunfische, die illegal von dem Fischereiunternehmen Fish&Fish gefangen wurden. Infolgedessen verklagte das betreffende Unternehmen Sea Shepherd auf eine Million Euro Entschädigung. Fish&Fish verlor den Fall und musste seinerseits eine Zahlung über 250.000 € an Sea Shepherd leisten, um die Organisation für die angefallenen Gerichtskosten zu entschädigen.
Der Filmemacher Mark S. Hall behandelt die Überfischung des Blauflossen-Thunfischs in dem 2011 produzierten Dokumentarfilm Sushi – The Global Catch.
Allen Kritiken über unzureichende Maßnahmen zum Trotz konnte die IUCN 2021 zunächst Entwarnung geben: Der Rote Thun gilt wieder als „nicht gefährdet“.